# Havlíčkova Borová
Havlíčkova Borová é uma comuna checa localizada na região de Vysočina, distrito de Havlíčkův Brod.